# Canato de Bucara
O Canato de Bucara (em persa: خانات بخارا; em usbeque: Buxoro Xonligi) foi um estado da Ásia Central que existiu desde o segundo quarto do século XVI até ao fim do século XVIII. Bucara tornou-se a capital do breve Império Xaibânida durante o reinado de Ubaide Alá Cã (r. 1533–1540). O canato alcançou a sua maior extensão e influência durante o reinado do penúltimo cã xaibânida, Abedalá Cã (r. 1577–1598).
Nos séculos XVII e XVIII, o canato foi governado pela dinastia jânida (descendentes dos astracânidos). Foram os últimos descendentes de Gengis Cã a governar Bucara. Foi conquistado por Nader Xá, xá do Irão. Depois da sua morte em 1747, o canato foi controlado por descendentes do emir usebeque Cudaiar Bi, pela posição ministerial de ataliq. Em 1785, o seu descendente, Xá Murade, formalizou a sucessão dinástica da família Manguita e o canato tornou-se parte do Emirado de Bucara.

## Dinastia xaibânida

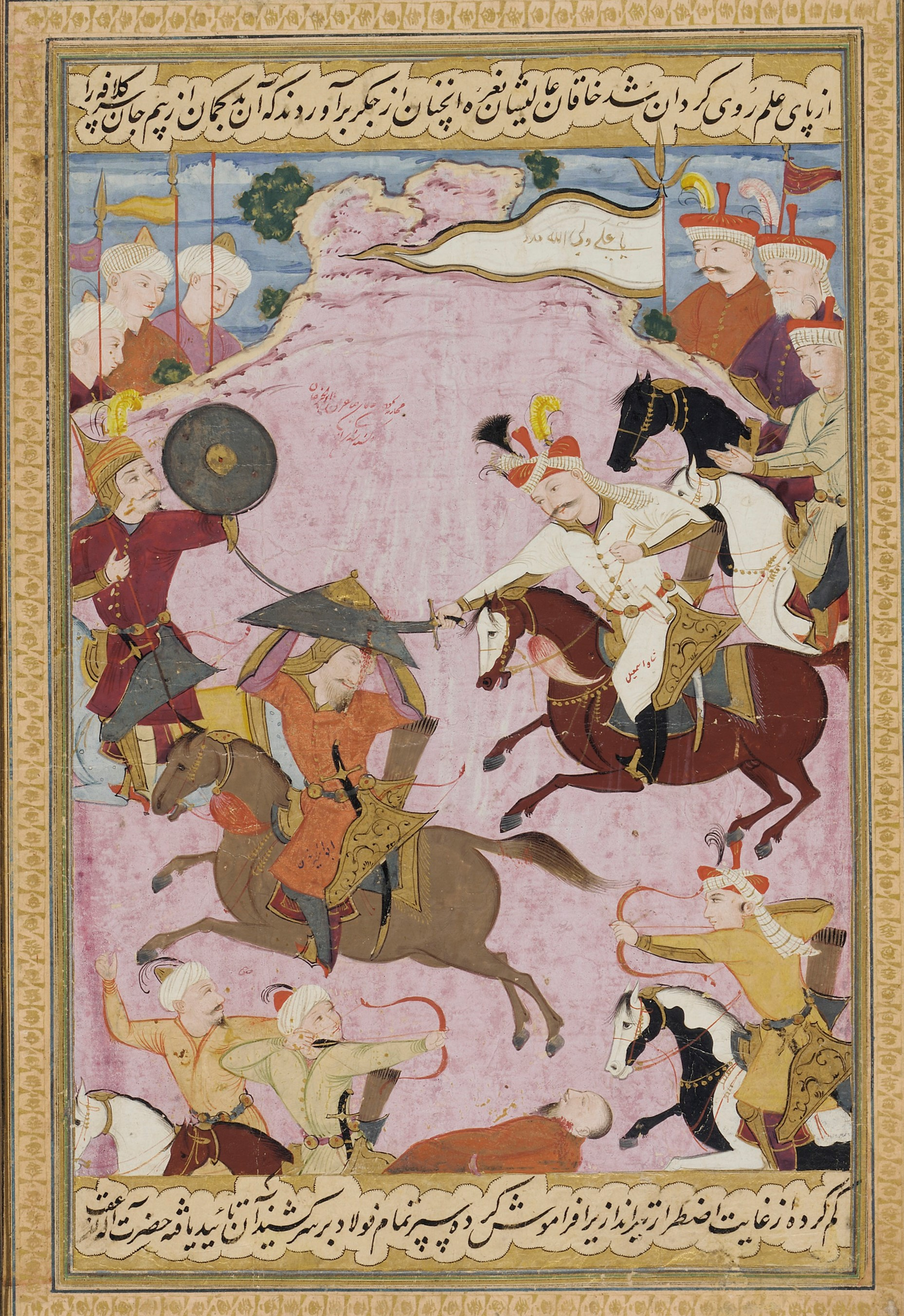
Batalha entre o xá e Maomé Xaibani

Durante o reinado de Abu Cair Cã (líder dos xaibânidas entre 1428 e 1468), a dinastia começou a consolidar as tribos dispersas Ozbeg (usbeques), primeiro na área à volta de Tiumen e do rio Tura e depois para sul na região do Sir Dária. O seu neto Maomé Xaibani (governou entre 1500 e 1510), foi quem deu o nome à dinastia, conquistou Samarcanda, Herate, Bactro e Bucara, findando desta maneira com as dinastia Timúrida e estabelecendo o Império Xaibânida de curta duração. Depois da sua morte a mãos do Xá Ismail I, foi sucedido por um tio, por um primo e por um irmão, dos quais os seus descendentes governariam o Canato de Bucara desde 1505 até 1598 e o Canato da Corásmia desde 1511 até 1695.

## Dinastia astracânida
A dinastia manguita (descendente dos astracânidas) governou o canato desde 1599 até 1747. Iar Maomé e a sua família escaparam de Astracã depois desta cidade ter sido conquista pelos russos. Teve um filho chamado Jani Maomé que teve dous filhos chamados da sua mulher, a qual era filha do último governante xaibânida.